# Comuna Ivanivka, Stavîșce
Ivanivka (în ucraineană Іванівка) este o comună în raionul Stavîșce, regiunea Kiev, Ucraina, formată din satele Bahatîrka și Ivanivka (reședința).

## Demografie
Componența lingvistică a comunei Ivanivka
     Ucraineană (97,81%)
     Rusă (1,78%)
     Alte limbi (0,24%)
Conform recensământului din 2001, majoritatea populației comunei Ivanivka era vorbitoare de ucraineană (97,81%), existând în minoritate și vorbitori de rusă (1,78%).